# Gucsin-Usz járás
Gucsin-Usz járás (mongol nyelven: Гучин-Ус сум) Mongólia Dél-Hangáj tartományának egyik járása. Területe 4700 km². Népessége kb. 3600  fő.
Székhelye Argút (Аргуут), mely 104 km-re fekszik Arvajhér tartományi székhelytől.